# تاید

نشان تاید

تاید (به انگلیسی: Tide) یک نام تجاری برای پودر رختشویی است که اکنون به شرکت پروکتر اند گمبل تعلق دارد. این نام تجاری برای نخستین بار در سال ۱۹۴۶ معرفی شد.
در ژانویه ۲۰۱۳ تاید در حدود ۳۰ درصد بازار پودر رختشویی را در اختیار خود داشت و فروش آن دوبرابر فروش دومین نام تجاری «یعنی گین» بود.
در ایران به دلیل اینکه نام پودر رختشویی برند تاید از اولین برند های پودر رختشویی متداول در ایران بوده بنابراین تعداد زیادی از مردم هنوز هم اسم تاید را بجای نام بردن پودر رختشویی بکار می برند.